# Washington Open 1981
Il Washington Open 1981, noto anche come Washington Star International per motivi di sponsorizzazione, è stato un torneo di tennis giocato sulla terra verde. È stata la 13ª edizione del torneo e faceva parte del Volvo Grand Prix 1981. Si è giocato a Washington negli Stati Uniti dal 20 al 26 luglio 1981.

## Campioni

### Singolare maschile
José Luis Clerc ha battuto in finale  Guillermo Vilas con il punteggio di 7–5, 6–2.

### Doppio maschile
Raúl Ramírez /  Van Winitsky hanno battuto in finale  Pavel Složil /  Ferdi Taygan con il punteggio di 5–7, 7–6, 7–6.